# Цветко Караджов
Цветко Кралев Караджов е деец на Българската комунистическа партия.

## Биография
Цветко Караджов е роден в 1920 година в разложкото българско село Долно Драглища. Участва в комунистическото съпротивително движение по време на Втората световна война. В 1942 година става партизанин в четата на Иван Козарев с партизанско име Паница и е неин политкомисар.
След Деветосептемврийския преврат от 1944 г. работи в отдел Инспектората към Генералния щаб на младежките бригади на Работническия младежки съюз. Завършва право в Софийския университет и Военна академия в Москва, СССР. Служи в Българската народна армия и достига военно звание полковник.
Преподава във Военната академия „Г. С. Раковски“ и от 1971 година до 1975 година е военно аташе в Ханой, Виетнам.
След песнионирането си пише книга за починалата си съпруга Верка Манолова Караджова. Автор е на мемоарна книга за комуниста Георги Караджов-Рилски (1967). и на мемоарната книга „С Иван Козарев по пътеките на Пирин“ (1978).